# Tiny Music... Songs from the Vatican Gift Shop
Tiny Music... Songs from the Vatican Gift Shop es el tercer disco de la banda de rock estadounidense Stone Temple Pilots, publicado el 26 de marzo de 1996 a través de Atlantic Records. Después de una pausa en 1995, STP se reagrupó para grabar "Tiny Music". El Álbum tuvo tres Sencillos que alcanzaron el #1 en el Mainstream Rock Tracks, Incluyendo Big Bang Baby, Lady Picture Show y Trippin' on a Hole in a Paper Heart.

## Lista de canciones
1. Press Play — 1:21
2. Pop's Love Suicide — 3:44
3. Tumble in the Rough — 3:18
4. Big Bang Baby — 3:22
5. Lady Picture Show — 4:06
6. And So I Know — 3:56
7. Trippin' on a Hole in a Paper Heart — 2:54
8. Art School Girl — 3:32
9. Adhesive — 5:35
10. Ride the Cliché — 3:16
11. Daisy — 2:18
12. Seven Caged Tigers — 4:17

## Posiciones en las listas

### Listas semanales
| Lista (1996)                             | Posición más alta |
| ---------------------------------------- | ----------------- |
| Australia (ARIA)                         | 3                 |
| Austria (Ö3 Austria)                     | 37                |
| Canadá (Billboard Canadian Albums)       | 5                 |
| Alemania (Offizielle Top 100)            | 47                |
| Finnish Albums (Suomen virallinen lista) | 18                |
| Nueva Zelanda (RMNZ)                     | 4                 |
| Noruega (VG‑lista)                       | 27                |
| Suecia (Sverigetopplistan)               | 27                |
| Suiza (Schweizer Hitparade)              | 41                |
| Escocia (Scottish Albums Chart)          | 44                |
| Reino Unido (UK Albums Chart)            | 31                |
| Reino Unido (UK Rock & Metal Albums)     | 2                 |
| Estados Unidos (Billboard 200)           | 4                 |

| Chart (2021)     | Peak position |
| ---------------- | ------------- |
| Hungría (MAHASZ) | 29            |

### Listas de fin de año
| Lista (1996)              | Posición |
| ------------------------- | -------- |
| New Zealand Albums (RMNZ) | 35       |
| US Billboard 200          | 41       |